# Зелёная гребненосная ящерица
Зелёная гребненосная ящерица, или зелёный акантозавр (лат. Acanthosaura capra) — ящерица семейства агамовых.

## Описание
Общая длина достигает 30—38 см. Самки массивнее, чем самцы. Над глазами расположена одна пара заострённой чешуи, которая напоминает рога. На шее и на спине вдоль хребта тянутся гребни из нескольких рядов увеличенной заострённой чешуи. Между затылочным и спинным гребнями имеется выраженный промежуток.
Окраска варьирует от светло-зелёного или оливкового до тёмно-коричневого цвета. Часто заметен рисунок из мелких тёмных или светлых пятен неправильной формы. Горловая сумка ржаво-красного цвета, при расширении жёлтого цвета. Спящий акантозавр окрашивается в жёлтые тона.

## Образ жизни
Любит дождевые тропические леса в горах. Активен днём. Питается беспозвоночными.

## Размножение
Яйцекладущая ящерица. Самка откладывает до 19 яиц.

## Ареал и места обитания
Вид распространён во Вьетнаме, Камбодже и Лаосе.

## Галерея

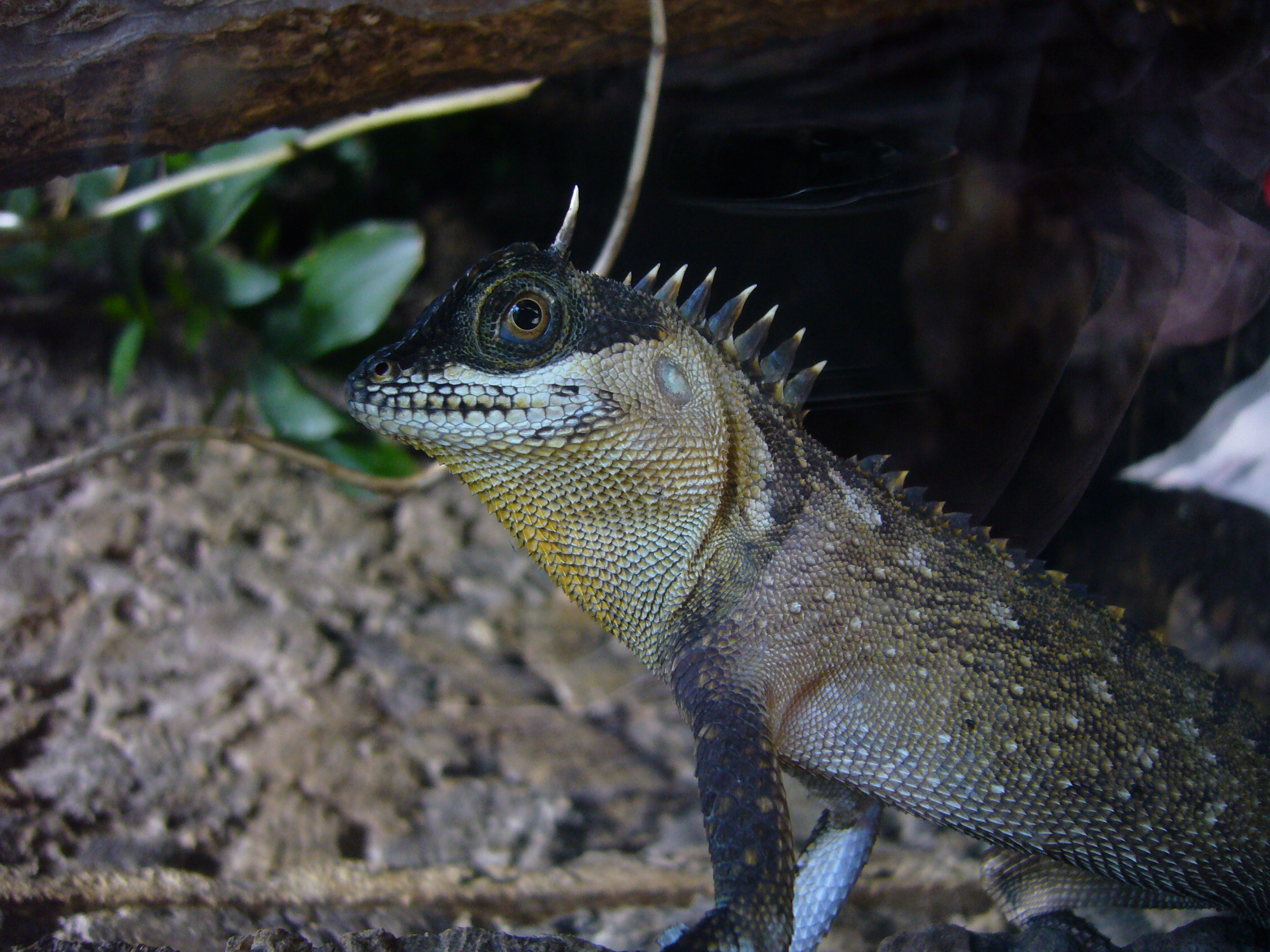
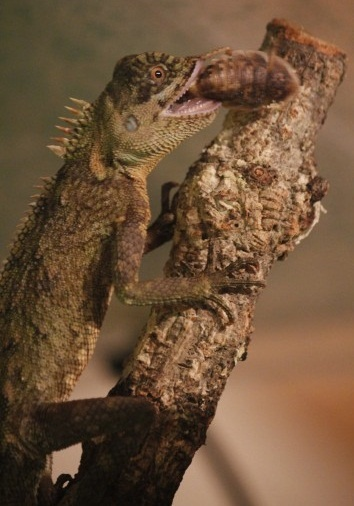
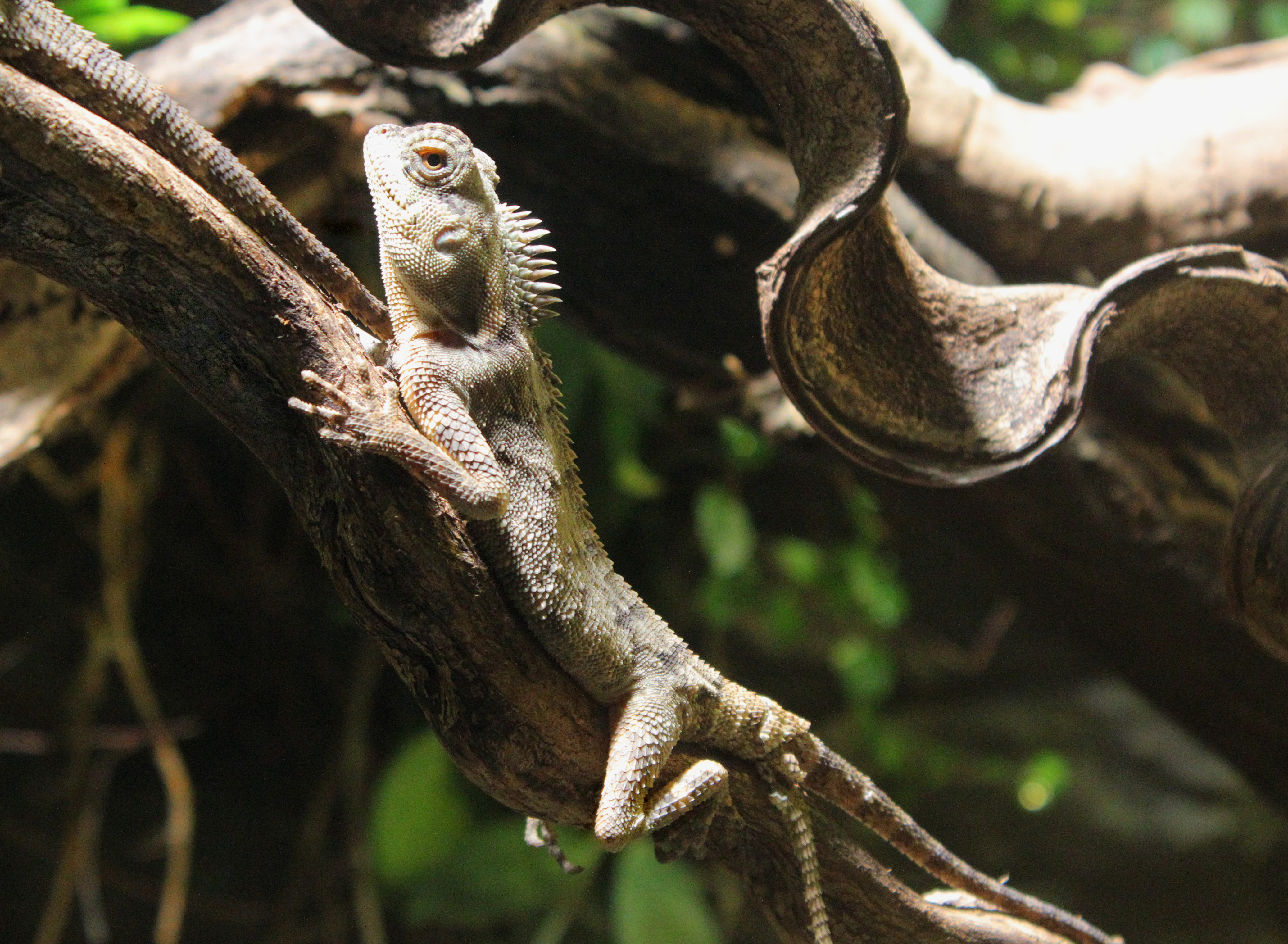